# Žiga Turk

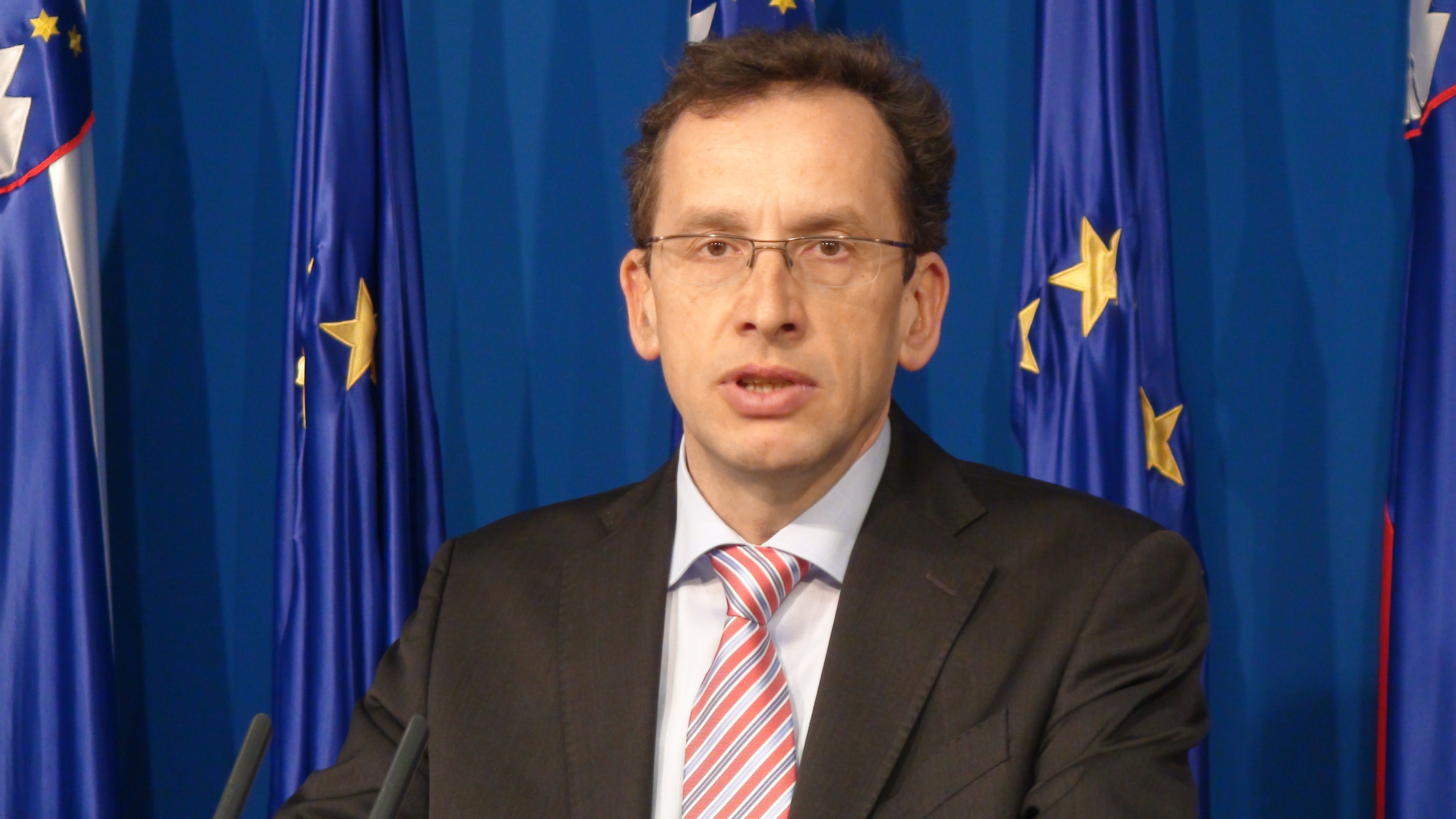
Žiga Turk 2012

Žiga Turk (* 4. Februar 1962 in Ljubljana) ist Professor für Bauingenieurwesen und ehemaliger slowenischer Minister für Erziehung, Wissenschaft, Kultur und Sport.
Er lehrte als Professor an der Universität Ljubljana und koordinierte mehrere Forschungsprojekte im europäischen Forschungsrahmenprogramm.
Žiga Turk war 2006 bis 2007 Vorsitzender des Aufsichtsrates der Telekom Slovenije. Er trat von seiner Aufsichtsratsfunktion zurück, da er am 6. März 2007 von Premierminister Janez Janša zum Minister ohne Portfolio mit Themenschwerpunkt Wachstum ernannt wurde.
Am 5. April 2007 wurde Žiga Turk die nationale Implementierung der Lissabon-Strategie in Slowenien übertragen.
Žiga Turk war einer der ersten europäischen Minister, der den Microbloggingdienst Twitter nutzte, um über seinen politischen Alltag zu berichten. Von 2008 bis 2010 war er Generalsekretär der Reflection Group, die nach der Berliner Erklärung die Aufgabe erhalten hat, unter Leitung von Felipe Gonzalez eine langfristige wirtschaftliche und sozialpolitische Strategie für die Europäische Union zu erarbeiten.
Von Februar 2012 bis März 2013 war Turk Minister für Erziehung, Wissenschaft, Kultur und Sport in der Regierung von Janez Janša.
Bei der Europawahl 2019 kandidiert er für die Partei Neues Slowenien.